# Scheich-Ubeydallah-Aufstand

Joseph Cochran (sitzend mit Hut) und Scheich Ubeydallah (sitzend rechts)

Der Scheich-Ubeydallah-Aufstand war der erste primär nationalistisch motivierte Kurdenaufstand der Geschichte. Er brach 1879 aus und richtete sich zunächst gegen das Osmanische Reich und später gegen Persien. Angeführt wurde der Aufstand von Scheich Ubeydallah, dem mächtigsten Kurdenführer seiner Zeit. Er mobilisierte dabei eine Reihe von Kurdenstämmen. Der Aufstand scheiterte. Ubeydallah wurde gefasst und starb wenige Jahre später im Exil.

## Vorgeschichte

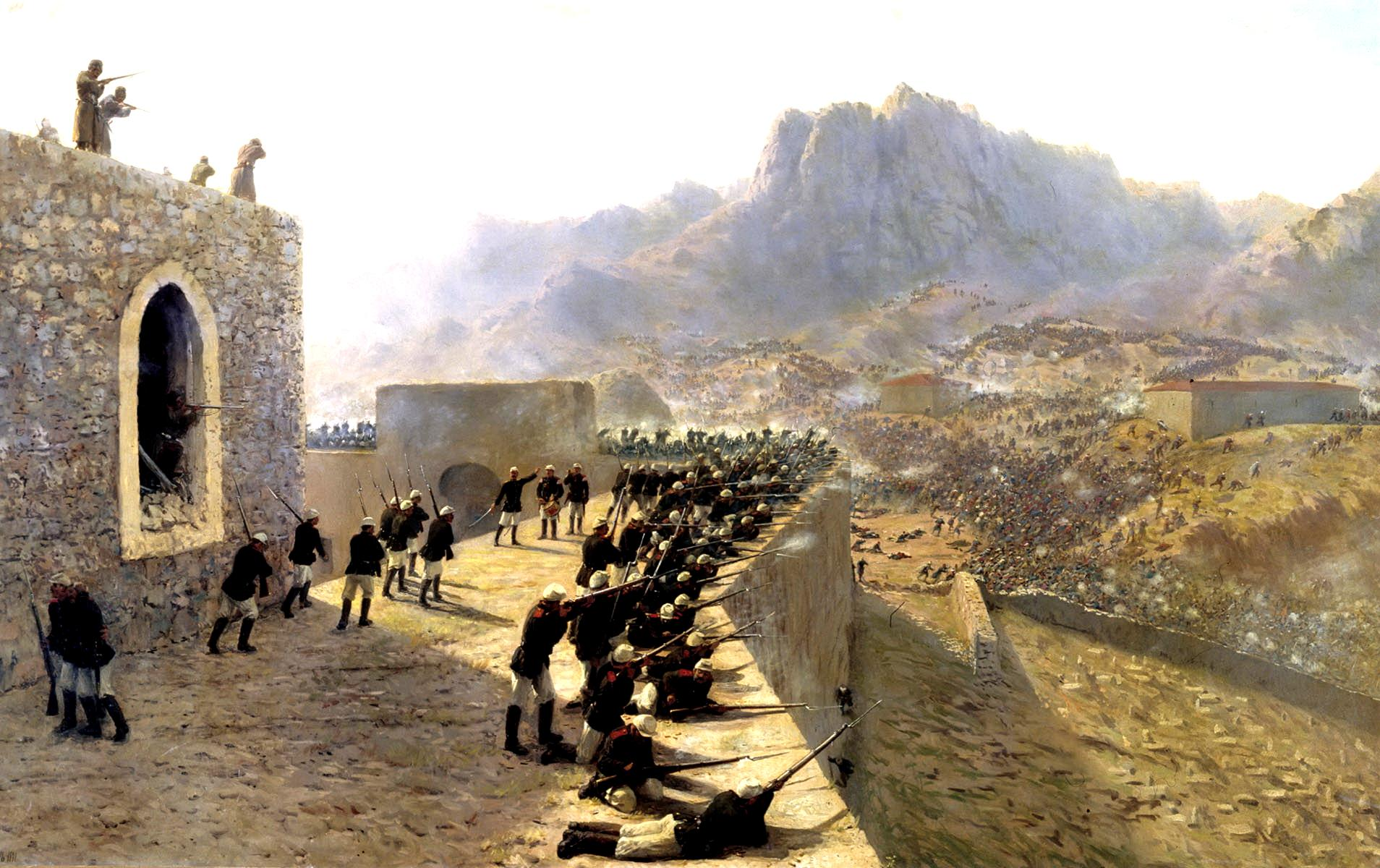
Die Schlacht um Beyazid im Krieg 1877/78

Zum Ende des 19. Jahrhunderts vollführte das Osmanische Reich politische Reformen, die unter anderem eine Zentralisierung des Reiches vorsahen. Daraufhin wurden unter anderem den kurdischen Fürstentümern im Osten des Reiches ihre Privilegien entzogen. Nach diesem Niedergang der kurdischen Emire traten mit den religiösen Scheichs neue Akteure auf den Plan, die die Machtstellungen der Emire als religiöse und weltliche Führer einnahmen. Scheich Ubeydallah selber war ein sehr einflussreicher kurdischer Scheich des Naqschbandi-Ordens aus Nehri in Hakkâri. Er hatte durch seinen Reichtum und Abstammung sowohl weltlichen als auch geistlichen Einfluss auf die Kurden und galt als der mächtigste Kurdenführer seiner Zeit.
Mehrere Kriege zwischen dem russischen Zarenreich und den Osmanen hatten die Wirtschaft in Ostanatolien ruiniert und verursachten Hungersnöte und Unruhen. Der osmanische Staat hatte sich noch mehr im Ausland verschuldet, die Akçe-Währung abgewertet und in der ohnehin schlechten wirtschaftlichen Situation die Steuern erhöht. Einer der russisch-osmanischen Kriege fand 1877/1878 statt. Die Fronten verliefen im Kaukasus und auf der Balkanhalbinsel. Sultan Abdülhamid II. rief die Osmanen zum Dschihad gegen Russland auf. Scheich Ubeydallah schloss sich diesem Ruf an und bezog von der osmanischen Regierung mehrere Tausend moderne Gewehre. Nach Darstellung des britischen Konsuls William C. Abbott in Täbris besaß Ubeydallah 20.000 Gewehre des Typs Winchester und Martini-Henry. Gemäß Basil Nikitin gebot er über 70.000 Stammeskrieger. Scheich Ubeydallah bekämpfte die russische Armee bei Beyazid. Seine irregulären Truppen konnten gegen die russische Armee aber wenig ausrichten. Sie benutzten die Gewehre aber eigenmächtig dazu, christlich-armenische Dörfer in der Umgebung von Van zu überfallen und zu plündern. Dieses Verhalten stärkte die Auffassung der Europäer, dass die christlichen Armenier im Osmanischen Reich Schutz bedürften. Dies wurde dann in Artikel 61 der Erklärung des Berliner Kongresses schriftlich niedergelegt: Verpflichtete sich die Hohe Pforte, ohne jeden Verzug, die Verbesserungen und Reformen in den von den Armeniern bewohnten Provinzen einzuführen, welche die lokalen Bedürfnisse erfordern, und ihnen Sicherheit gegen die Tscherkessen und Kurden zu gewährleisten. Sie wird von Zeit zu Zeit von den hierfür ergriffenen Maßregeln den Mächten Kenntnis gegeben, welche die Anwendung derselben überwachen werden. Nach dem Ende des Krieges gab der Scheich nur einen kleinen Teil der Gewehre an die Regierung zurück. Einen Teil der Waffen verkaufte er in Persien.

## Motive und Gründe für den Aufstand
Mit der Zeit wandelte sich der Scheich von einem loyalen Anhänger zu einem Gegner des Sultans und die Idee eines unabhängigen kurdischen Staates nahm Gestalt an. Die drei wichtigsten Gründe für den Wandel waren
- der aufkeimende Nationalismus,
- die Unfähigkeit der osmanischen und persischen Beamten und des Staates und
- die Furcht vor der Gründung eines christlichen-armenischen Staates in Ostanatolien.

Ubeydallah betrachtete die Kurden als eigenständiges Volk. Mit dem Niedergang der Wirtschaft und der Kriege in Kurdistan wurde die Steuerlast für die Bevölkerung größer, ebenso nahm die Gesetzlosigkeit zu. Der Scheich machte Osmanen und Perser für die prekäre Lage in Kurdistan verantwortlich. Den Regierungen gelang es nicht den Banden Einhalt zu gebieten. Der wohl stärkste Antrieb für den Aufstand gegen die Osmanen und später auch Perser war die Furcht Ubeydallahs vor der Gründung eines christlichen Armeniens. Seit dem Vertrag von Berlin und den Reformen bezüglich der Armenier in den östlichen Provinzen gab es Gerüchte über einen armenischen Staat, die wohl auch von den Osmanen gestreut wurden. Die Briten, die nach dem Berliner Kongress in das Gebiet reisten, verstärkten die Gerüchte. Ubeydallah trat vehement gegen einen christlichen Staat ein, obwohl er sich der schlechten Lage der Christen bewusst war. Dafür machte er die osmanische Regierung verantwortlich. Er wollte sogar die Christen in seine Pläne einbinden und dadurch die Sympathie der europäischen Mächte gewinnen.
So trat er mit dem armenischen Erzbischof Yohannes Wardapet aus Başkale und dem Katholikos-Patriarch Mar Schimun in Kontakt, um sie für sich zu gewinnen. Yohannes Vardapet lehnte die Einladungen des Scheichs ab und Mar Schimun war zwar anfangs auf seiner Seite, musste dann aber auf Druck der Briten seine Hilfe einstellen. Trotzdem gab es während der Invasion Persiens mehrere Hundert nestorianische Kämpfer und armenische Boten, die die Armenier in Persien für die Sache des Scheichs gewinnen sollten.

## Aufstand

### Aufstand gegen die Osmanen

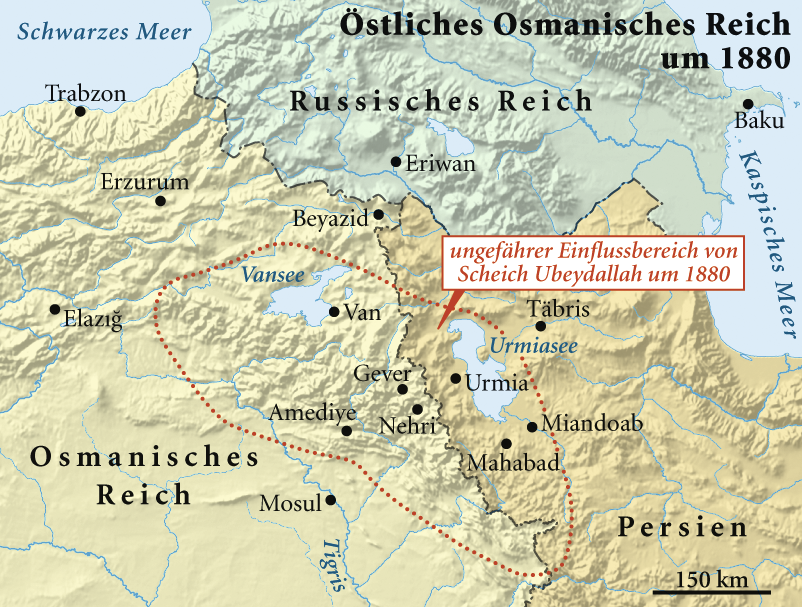
Der Einfluss des Scheichs im Grenzbereich Osmanisches Reich und Persien 1880

Ende der 1870er Jahre weigerte sich der Stamm der Herki, Steuern zu bezahlen. Der Kaymakam (Landrat) von Gever (heute Yüksekova) leitete eine Strafexpedition ein und ließ viele Stammesangehörige festnehmen. Daraufhin rief Scheich Ubeydallah die Kurdenführer der Region zu einem Aufstand auf und erklärte, dass er die osmanische Regierung nicht mehr anerkenne und nach Amediye marschieren werde. Eine osmanische Einheit aus Mosul traf dann bei Amediye auf 900 Mann der Aufständischen unter der Führung von Ubeydallahs Sohn Seyyit Abdülkadir und besiegte diese. Der Aufstand brach nach fünf Tagen zusammen.
Die Strafexpedition war lediglich ein Vorwand für Scheich Ubeydallahs Aufstand. Es gab Anzeichen dafür, dass der Aufstand schon seit zwei Jahren geplant war. So trat Ubeydallah schon seit einiger Zeit mit anderen kurdischen Stammesführern und den Nestorianern von Van in Kontakt und kaufte seinen Männern auch schon längere Zeit große Mengen an Getreide auf Vorrat. Dem Hinweis auf einen geplanten Aufstand war der Wali von Van allerdings nicht nachgegangen. Dieser vermutete später, dass der Scheich ein eigenes Fürstentum gründen wollte und den Vorfall von Gever nur als Vorwand nutzte. Nach Ansicht des britischen Konsuls in Erzurum Major Henry Trotter dagegen gab es finanzielle Hintergründe. Laut dem persischen Konsul in Van war der Scheich persischer Bürger und erhielt von dort monatliche Zahlungen. Als aber 1877 der Krieg ausbrach und der Scheich auf Seiten der Osmanen kämpfte, stellte Persien die Zahlungen ein. Der Scheich verlangte daraufhin von den Osmanen Geld und Orden für seine Verdienste im Krieg. Als die Osmanen ihm das verweigerten, ging er auf Distanz.
Die osmanische Regierung verhielt sich gegenüber den Scheich widersprüchlich. Während der Aufstand schnell und hart niedergerungen wurde, war sie nachsichtig gegenüber dem Scheich und versetzte sogar den Kaymakam von Gever. Scheich Ubeydallah sollte sich in Van mit Vertretern der Regierung treffen, um die Krise beizulegen. Er hatte sich während des Aufstandes im Hintergrund gehalten und beteuerte später seine Loyalität und seine Unkenntnis der Vorfälle. Seine Söhne flohen inzwischen nach Persien.

### Kurdisches Bündnis
Scheich Ubeydallah war darum bemüht, ein kurdisches Bündnis zu schmieden. Die Bestimmungen des Berliner Kongresses, die den christlichen Osmanen weitreichende Rechte einräumten, waren ein Grund dafür. Eine Konferenz mit mehreren kurdischen Führern in Nehri brachte nicht den gewünschten Erfolg. Der Sultan hatte eigene Pläne mit einem möglichen Bündnis der Kurden und wollte diese gegen die Armenier einsetzen. Bei seinem Aufstand gegen die Osmanen erfuhr der Scheich nicht viel Unterstützung. So suchte er sich Persien als nächstes Angriffsziel aus, weil die Kadscharen im Osten gegen die Turkmenen in Kriege verwickelt waren und die persische Armee im Westen nicht so stark war. Außerdem war der Persien durch die Kriege am Kaukasus geschwächt und stellte für den Scheich ein lohnendes Ziel dar.

### Invasion Persiens
Ubeydallah richtete daher sein Augenmerk auf Persien. Anschließend wollte er mit frischen Truppen gegen die Osmanen ziehen. Er beanspruchte einen kurdischen Staat und begründete dies unter anderem damit, dass die Kurden ein Volk mit eigener Sprache und Religion seien. Andere Autoren sagen, dass der Scheich lediglich ein autonomes Fürstentum anstrebte und dass er dem osmanischen Sultan immer loyal ergeben war.
Sein Sohn Seyyit Abdülkadir war nach dem Aufstand 1879 nach Persien geflohen, wo er die Besitztümer seines Vaters verwaltete. Hamza Agha von den Mangur hatte an der Stammesversammlung des Scheichs teilgenommen und traf nun Vorbereitungen für einen Angriff. Als er in Kämpfe mit den persischen Truppen verwickelt wurde, schickte der Scheich seinen Sohn mit 1000 Mann zu Hilfe.
Die Stammestruppen, darunter auch die kampferprobten nestorianischen Stämme aus Hakkari, griffen in Persien von drei Richtungen an. Diese wurden von seinen Söhnen Seyyit Abdülkadir und Scheich Sıddık und dem Vertrauten Scheich Mehmed Said angeführt. Seyyit Abdülkadir marschierte mit seinen Männern südlich des Urmia-Sees Richtung Mahabad und Täbris. Scheich Sıddık blieb zur Absicherung seines Bruders bei Margawar. Scheich Mehmed Said zog Richtung Choy, Salamas und Urmia-See. Anfang September 1880 wurden die Gebiete von Lahidschan und Sardasht erobert. Im Oktober 1880 überschritt Scheich Ubeydallah selbst mit seinen Männern die Grenze.
In Persien schlossen sich ihnen die Stämme der Mameş, Mengûr, Zerza, Gewrik, Bane, Herki und Begzade aus dem persischen Teil Kurdistans an. Einige der Stämme, die sich ihm in Persien anschlossen, waren mit jeweils 5000 Mann die Mengûr und die Mameş, mit 8000 Mann die Zerza und mit 10.000 Mann die Mukri. Die Stadt Mahabad ergab sich nach Verhandlungen den Angreifern. Nach der Einnahme der Stadt rief der geistliche Führer der Sunniten von Mahabad zum Dschihad gegen die Schiiten auf. Danach schickte der Scheich Gesandte nach Miandoab, um unter anderem Verpflegung zu kaufen. Diese wurden dort jedoch alle getötet, worauf der Scheich seinen Sohn zum Angriff auf Miandoab rief. Viele Einwohner flohen, 2000 bis 4000 Menschen fielen den Angreifern zum Opfer. Die Truppen eroberten und plünderten die Stadt. Seyyit Abdülkadir zog weiter nach Maragha und von dort bis Täbris.
Währenddessen zogen der Scheich und sein Sohn Scheich Sıddık gegen Urmia. Ihnen standen laut Nikitin 12.000 Mann zur Verfügung. Nach kurzen Gefechten beschlossen beide Seiten zu verhandeln. Vom Schicksal Miandoabs wissend, wollte der Wali von Urmia die Stadt übergeben. Die Perser konnten vom Scheich aber einen Aufschub für die Übergabe der Stadt erreichen. Unterdessen war eine persische Armee in Urmia eingetroffen, sodass die Stadt gehalten werden konnte und der Scheich nach zehn Tagen die Belagerung abbrach.
Der persische Herrscher Nāser ad-Din Schah hatte von Russland und England Unterstützung und Hilfe verlangt. Sie sollten den osmanischen Sultan unter Druck setzen. Russland erklärte sich dazu bereit und verlegte Truppen an die persische Grenze in Nachitschewan. Doch die persische Armee, die von österreichischen Offizieren geführt wurde, gewann rasch die Oberhand und drängte die Kurden bis an die osmanische Grenze zurück. Dort wurden sie von osmanischen Soldaten abgefangen und den Persern übergeben. Die persischen Truppen töteten zahlreiche Sunniten und Kurden, auch viele Nestorianer wurden am Urmia-See getötet. 60.000 bis 70.000 Kurden flohen vor der Armee ins Osmanische Reich. Die Verheerungen im Land, besonders um Urmia waren enorm, viele Orte wurden gebrandschatzt.

### Ausrüstung
Scheich Ubeydallahs Kämpfer waren Stammeskrieger und nicht so diszipliniert wie reguläre Soldaten. Bei Niederlagen zerstreuten sie sich schnell, und bei Siegen kam es vor, dass sie nach Plünderungen den Heimweg antraten und nicht weiterkämpften. Daher kann man die Anzahl der Kämpfer auf Seiten des Scheichs nicht mit Bestimmtheit angeben.
Scheich Ubeydallah verfügte über mehrere Tausend Gewehre. So sagt eine armenische Quelle, dass er 200 persische und 4000 osmanische Gewehre hatte. Abbott berichtete sogar von 20.000 Gewehren. Der persische Konsul in Istanbul behauptete, dass der Scheich eine Munitionsfabrik besitze. Scheich Ubeydallah war auf jeden Fall besser ausgestattet als die persische Armee vor Ort. Das zeigten schon die 160 erbeuteten Kamele, die mit Waffen und Munition beladen waren.

## Reaktionen im Ausland
Der Scheich trachtete nach internationaler Unterstützung für seinen Aufstand, doch die Großmächte waren abweisend. Russland fürchtete ein zerrissenes Persien und England wollte eine Destabilisierung der Region verhindern. Russland hatte Erfahrungen mit einem ähnlichen Vorfall wenige Jahre zuvor im Kaukasus. Imam Schamil, der auch ein Naqschbandi war, hatte sich gegen das Zarenreich erhoben. So befürchteten die Russen, Scheich Ubeydallah könnte auch die Muslime des Kaukasus gegen den Zaren beeinflussen. Auf der anderen Seite kam den Russen der Aufstand gelegen, um den englischen Einfluss der Region zurückzudrängen.
Persien verdächtigte amerikanische Missionare der Zusammenarbeit mit Ubeydallah. Die USA intervenierten zum Schutz ihrer Bürger, was zum Aufbau diplomatischer Beziehungen zwischen beiden Ländern führte. Persien vermutete die osmanische Regierung als Drahtzieherin des Aufstands. Die Osmanen verhielten sich anfangs passiv. Sie waren gegen jede Reform zugunsten der Christen im Orient und betrachteten den Kongress von Berlin als Vorstufe eines weiteren Krieges.

## Scheich Ubeydallahs Schicksal
Auf Druck der anderen Staaten und Persiens griff der osmanische Sultan ein und berief den Scheich im Juni 1881 nach Istanbul. Scheich Ubeydallah wurde zwar mit allen Ehren empfangen, war aber doch ein Gefangener am Hof. Gegenüber dem Sultan beteuerte er, dass sein Aufstand gegen Persien eine Antwort auf die räuberische Politik der Perser gewesen sei.
Nach einigen Monaten in Istanbul konnte er wieder nach Nehri fliehen. Die Osmanen entsandten Soldaten, um ihn festzunehmen. Der Scheich verschanzte sich in der Festung von Oramar und bot der Regierung an, nach Mosul ins Exil zu gehen. Schließlich wurde er von osmanischen Soldaten nach Mosul begleitet, aber sein Sohn Seyyit Abdülkadir befreite ihn unterwegs und tauchte mit ihm im Dorf Scheptan unter. Als die Osmanen das Dorf belagerten, ergaben sich der Scheich und sein Sohn am 13. November 1882. Der Scheich wurde in den Hedschas geschickt, wo er um 1883/84 starb.
Sein ältester Sohn Scheich Sıddık konnte später nach Nehri zurückkehren. Seyyit Abdülkadir hingegen ließ sich in Istanbul nieder und spielte weiterhin eine große Rolle im kurdischen Nationalismus.